# Jruek Bak Kreh
Jruek Bak Kreh is een bestuurslaag in het regentschap Aceh Besar van de provincie Atjeh, Indonesië. Jruek Bak Kreh telt 182 inwoners (volkstelling 2010).